# Velétei palotarom
A Velétei palotarom egy gótikus stílusban épült püspöki lakótorony romja a Balaton-felvidéken, amely Szentbékkálla közelében fekszik.

## Nevének eredete
Nevének eredete bizonytalan. Veléte nevű helynév létezik ugyan, de Kárpátalján, Huszt mellett található, és a szláv Veleta személynévből eredeztetik.
A Balaton-felvidéken nincs nyoma ilyen nevű településnek, de a környéken 1379-ben említenek egy Belethfalwa nevű helységet, amelynek neve fennmaradt még Belothafalva és Berethfolua alakban is, ez a helység azonban Csánky Dezső szerint Zala megye délnyugati részén volt.

## Fekvése
A palotarom Szentbékkállától északra, a Veléte-hegyen található. A faluból, a templom mellett haladó túraútvonalon megközelíthető.

## Története
A 14. században feltehetően a veszprémi püspök építtette a gótikus stílusú velétei palotát, amelynek falai tetőtlenül állnak az emelet magasságáig. A legvalószínűbb, hogy a rom a veszprémi püspök 1559-ben említett palotájának maradványa. A helyi mondák III. Endre király egyik feleségének vadászkastélyaként is említik. Azon ritka balatoni, középkori eredetű romok közé tartozik, amelyek nem közvetlen egyházi célokat szolgáltak. Figyelemre méltó a 7×7 méter alapterületű, egyemeletes rom épületsarkán kiugró faragott kőkonzol, amely régen az erkélyt tarthatta. Az írásos emlékek szerint 1559-ben a falu földesurának, a veszprémi püspöknek volt itt palotája, amely feltehetően azonos ezzel a rommal.

## Képgaléria

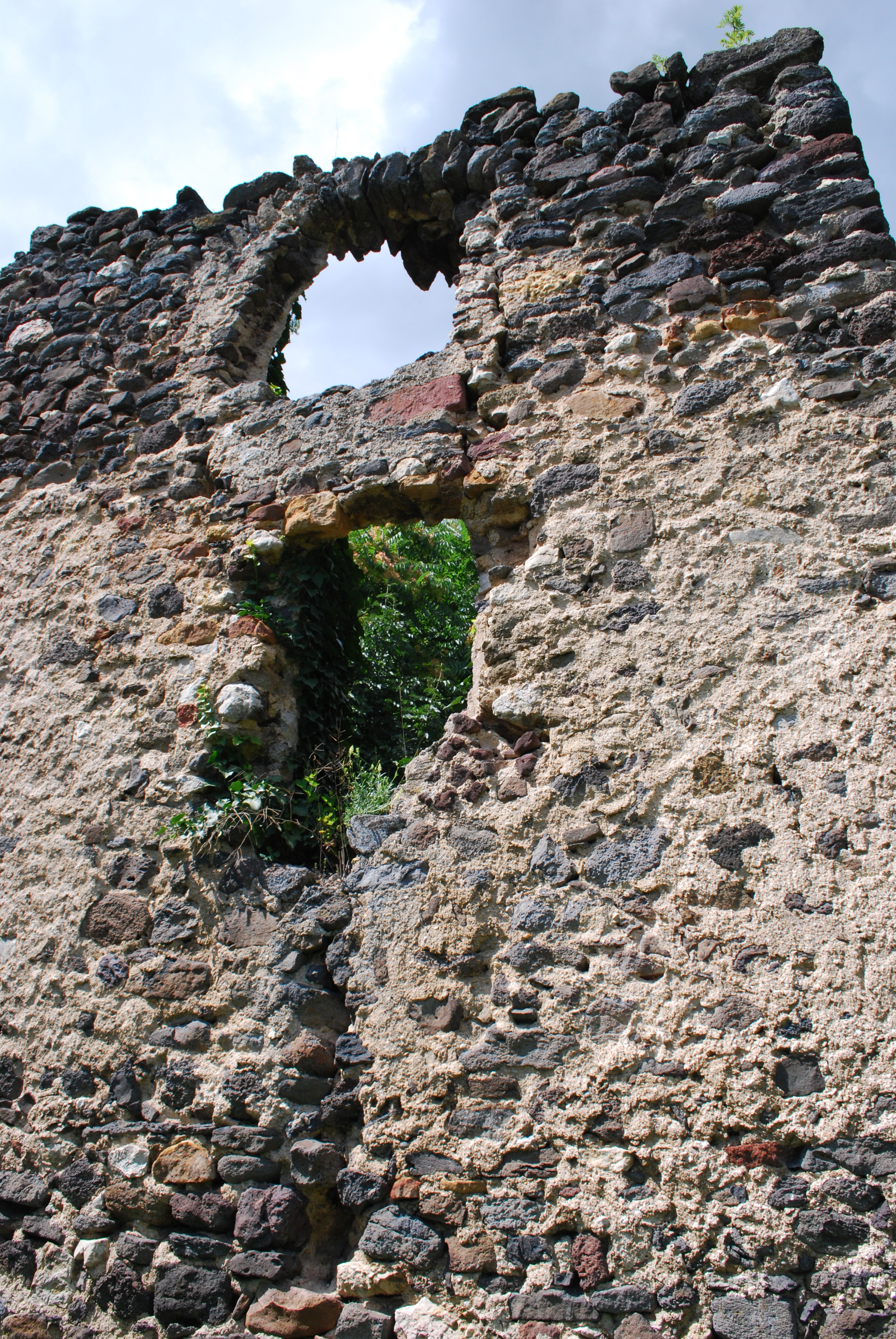
Ablakok
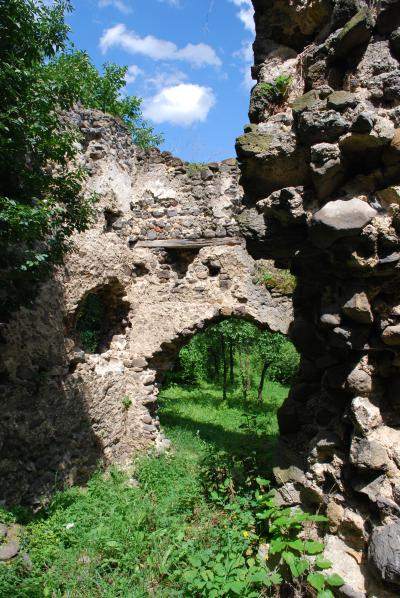
Belülről
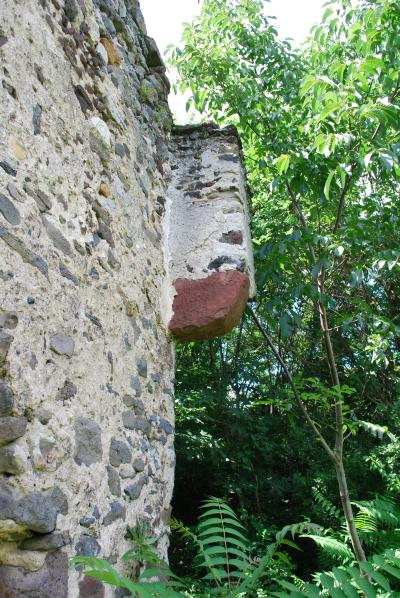
Kőkonzol
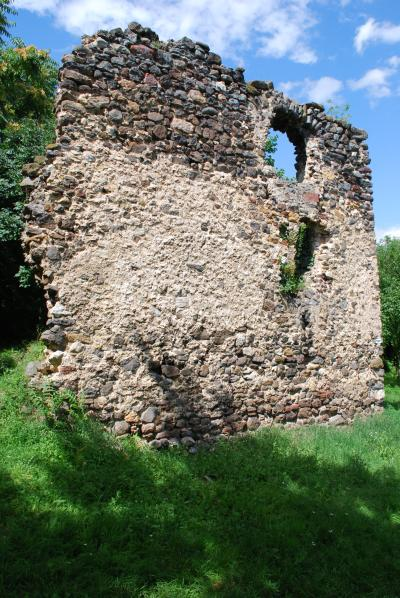
Falmaradványok